# Stenus integer
Stenus integer är en skalbaggsart som beskrevs av Thomas Casey. Stenus integer ingår i släktet Stenus och familjen kortvingar. Inga underarter finns listade i Catalogue of Life.